# Maria Ardinghelli
Maria Angela Ardinghelli, född 28 maj 1728 i Neapel, död 17 februari 1825, var en italiensk översättare, matematiker och fysiker. 
Hon föddes i Neapel som medlem i en adelsfamilj från Florens. Hon studerade filosofi och matematisk fysik under Pietro Della Torre och Vito Caravelli. Hon tillhörde det då välkända akademiska sällskapet kring prinsen av Tarsia, som hade grundats 1747 och var associerat med Newton och experiment med elektricitet. 
Ardinghelli var en expert i matematisk fysik och blev berömd för sin översättning av Stephen Hales Statical essays (1756). Hon utförde många experiment och korresponderade med Alexis Claude Clairaut och Jean-Antoine Nollet.